# Ignaz Gabloner
Ignaz Gabloner (Bolzano, 29 novembre 1887 – Bolzano, 14 luglio 1964) è stato uno scultore e disegnatore italiano.

## Biografia
Nato a Bolzano quando la città faceva ancora parte dell'Austria-Ungheria, divenne cittadino italiano al termine della prima guerra mondiale. Nacque in una famiglia di origine contadina, che si era trasferita in città dopo aver perso il maso a Siusi a causa di un incendio.
Si formò dapprima alla sezione artistica del locale istituto professionale, per poi perfezionarsi in Germania. Al termine della Grande Guerra ritornò a Bolzano.
È considerato, assieme a Hans Plangger e Hans Piffrader, uno dei maggiori scultori altoatesini della prima metà del XX secolo, ed è autore di numerose opere monumentali sia pubbliche che private, in diversi centri dell'Alto Adige. Nel 1933 esegue un busto in marmo di Mussolini, oggi conservato al Museo Civico di Bolzano. Tra le opere pubbliche, si ricordano il grande gruppo scultoreo rappresentante la trinità sulla facciata della chiesa di Cristo Re e la fontana delle Rane antistante la stazione di Bolzano.
Le sue opere, sia sacre che profane, sono state influenzate tanto dalla scultura realista tradizionale quanto da influenze europee, in particolare espressionismo e cubismo.
Sue opere sono state esposte alla Rassegna nazionale delle arti figurative a Roma, ma anche in altre città italiane e - assieme a Piffrader - a Parigi, nel 1925.
La figlia Herthilde, dopo aver avuto una felice ma breve carriera cinematografica col nome d'arte di Maria Gardena, divenne un quotato architetto.